# Christian Heinrich Adolph Henke
Pour les articles homonymes, voir Henke.
Christian Heinrich Adolph Henke, né le 12 avril 1775 à Brunswick et mort le 8 août 1843 à Erlangen, est un aliéniste allemand, professeur de médecine légale à l'université Friedrich-Alexander d'Erlangen-Nuremberg. 

## Vie et œuvre
Issu d'une famille modeste, il témoigne d'un don pour les langues qui lui permet de faire des traductions pour payer ses études universitaires à Helmstedt, puis Göttingen, où il est l'élève de Friedrich Benjamin Osiander (1759-1822), auteur d'un traité sur le suicide. Il exerce la médecine pendant quelques années puis en 1805 obtient un poste d'enseignant à l'université d'Erlangen. L'occupation française de la principauté d'Ansbach (1806-1810) le plonge dans la misère et il se met à écrire pour subvenir à ses besoins. Il publie ainsi le  Handbuch der allgemeinen und speciellen Pathologie (Manuel de pathologies communes et spéciales) , Berlin 1806–8, Darstellung der Lehre von den Krisen (Représentation de l'enseignement par les crises), Nuremberg 1806, et un Handbuch zur Erkenntniß und Heilung der Kinderkrankheiten (Manuel du diagnostic et des soins à apporter aux maladies infantiles) qui connut un grand succès.
En 1810, il épouse Sophie Oertel, avec qui il aura huit enfants, dont quatre morts en bas âge ; sa deuxième fille, Rosalie (1813-1894), épousera le professeur de zoologie, de physiologie et d'anatomie Rudolph Wagner (1805-1864). Il publie en 1811 un Taschenbuch für Mütter oder über die physische Erziehung der Kinder in den ersten Lebensjahren (Manuel à usage des mères ou De l'éducation physique des enfants au cours des premières années de la vie), qui connait un grand succès dans les pays de nord de l'Europe. Il s'intéresse à la médecine légale et en 1812 publie un Lehrbuch der gerichtlichen Medizin (Manuel de médecine légale) réédité dix fois en dix-neuf ans.
Sa situation matérielle s'améliore en 1816, lorsqu'il touche des arriérés de solde et est promu professeur de physiologie, de pathologie et de médecine légale avec un salaire de 1200 gulden. 
Il continue à enseigner et à écrire, est plusieurs fois recteur de l'université Friedrich-Alexander d'Erlangen mais ses dernières années sont assombries par la maladie et il meurt en 1843 d'une affection du foie incurable.

## Postérité
Ses travaux sur les incendiaires ont contribué à distinguer incendies criminels et pyromanie et sont abondamment cités par Charles Chrétien Henri Marc, inventeur du terme pyromane.